# Nola santamaria
Nola santamaria är en fjärilsart som beskrevs av William Schaus 1921. Nola santamaria ingår i släktet Nola och familjen trågspinnare. Inga underarter finns listade i Catalogue of Life.